# Абатство Флореф
Абатство Флореф (на френски: Abbaye de Floreffe) е норбертинско абатство в град Флореф, окръг Намюр, провинция Намюр, Южна Белгия.

## История
Абатство Флореф (от флора: латинската дума за цвете) е основано през 1121 г. от Норберт Ксантенски. Монаси от „Флореф“ основават и други абатства на норбертинския орден – Абатство Постел (1138) и Абатство Лефе (1152) и възстановяват Абатство Ромерсдорф (1135).
По време на Френската революция, през 1797 г. монасите са прогонени от абатството и имотите му са обявени за продажба. По късно е откупено от монасите и част от тях се завръщат през 1801 г., но абатството не успява да върне предишния си блясък и пивоварството не е възобновено.
В началото на ХІХ век в абатството е открита семинария – "College de l’Abbaye de Floreffe". През 1842 г. в абатсвото са останали само трима монаси, като последния от тях умира през 1850 г.
През 1964 и 1990 г. са построени нови сгради на семинарията, което позволява освобождаването на историческите сгради на абатството, които са отворени за туристически посещения. В абатството се продават абатска бира и сирене „Флореф“.

## Архитектура
На територията на абатството се наблюдават множество архитектурни стилове, като са запазени сгради от 12, 16, 17 и 18 век. Абатската църква е строена през 1770-75 от архитекта Laurent Benoit Dewez и е втората по големина манастирска църква на територията на Белгия, с дължина 90 метра.

## Ръкописи
Много ръкописи от абатството сега се съхраняват в библиотеки и архиви на държавата или църквата. Сред тях са един религиозен каталог от 1435 – 1647, едно Евангелие на 1650 г., един некролог от 1501 – 1520, но най-забележителният ръкопис е известната Библия от Флореф, датирана около 1165 г., която се съхранява в Британския музей в Лондон.

## БираФлореф
Около 1250 г. в абатството е построена и започва да функционира пивоварна. Пивоварството е преустановено по време на Френската революция и повече не е възобновено.
През 1960 г., директорът на семинарията решава да възстанови пивоварната и производството на бира, за да се финансира издръжката на училището и поддръжката на сградите. Първоначално производството на абатската бира е поверено на пивоварната Het Anker brewery в Мехелен, а от 1983 г. – на пивоварната Lefebvre. 
Бирата „Флореф“ е сертифицирана от Съюза на белгийските пивовари като „призната белгийска абатска бира“ (Erkend Belgisch Abdijbier) и може да носи лого, изобразяващо стилизирана чаша с кафява бира, вписана в готически прозорец-арка.